# Axel Dánský
Axel Dánský (Axel Christian Georg; 12. srpna 1888, Kodaň – 14. července 1964, Kodaň) byl členem dánské královské rodiny. Narodil se jako druhý syn prince Valdemara Dánského a Marie Orleánské.
Z otcovy strany byl bratrancem dánského krále Kristiána X., norského krále Haakona VII. a jeho manželky Maud, řeckého krále Konstantina I., britského krále Jiřího V., ruského cara Mikuláše II., brunšvického vévody Arnošta Augusta a řeckého a dánského prince Ondřeje.
Princ Axel byl oblíbený patron sportu. Byl předním členem Mezinárodního olympijského výboru, aktivistou a také manažerem podniku. V roce 1963 se stal prvním čestným členem Mezinárodního olympijského výboru v historii. Byl důstojníkem dánského královského námořnictva.

## Život a rodina

### Původ a vojenská kariéra

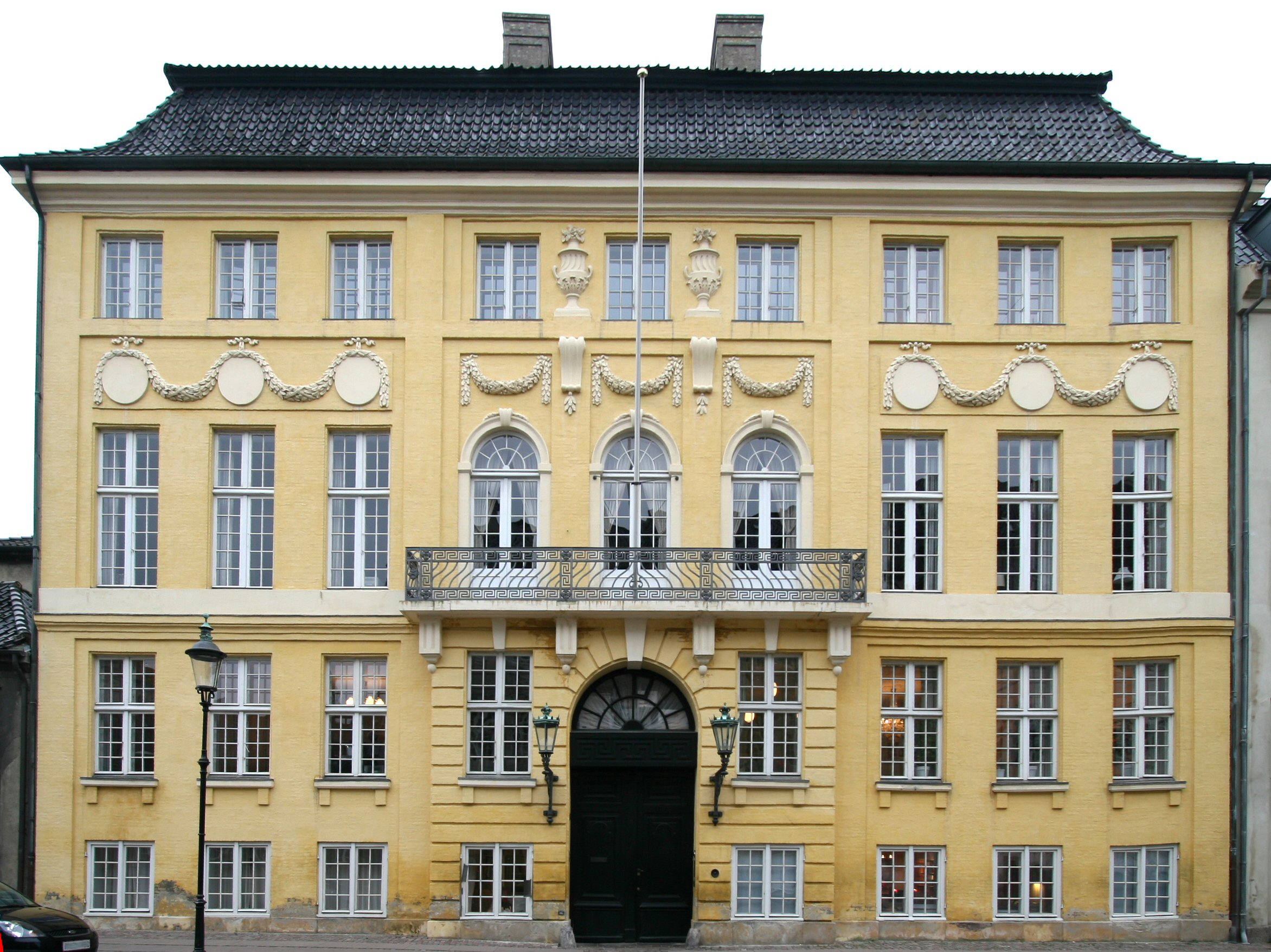
Žlutý palác v Kodani

Princ Axel se narodil 12. srpna 1888 ve Žlutém paláci, domě na 18 Amaliegade z 18. století, bezprostředně sousedícím s komplexem Amalienborg v Kodani. Byl druhým synem prince Valdemara Dánského a Marie Orleánské. Jeho otec byl nejmladším synem dánského krále Kristiána IX. a královny Luisy, a matka byla dcerou prince Roberta, vévody z Chartres a Františky Orleánské. Manželství jeho rodičů bylo prý uzavřeno z politických důvodů.
Princ Axel sloužil v námořnictvu a získal hodnost admirála.

### Manželství a rodina
22. května 1919 se jednatřicetiletý princ oženil s o jedenáct let mladší princeznou Markétou Švédskou, nejstarší dcerou prince Karla, vévody z Västergötlandu. Svatba se uskutečnila s velkými slavnostmi v katedrále svatého Mikuláše ve Stockholmu. Markétina matka Ingeborg Dánská byla sestřenicí prince Axela, měli stejného děda, dánského krále Kristiána IX. Manželství bylo uzavřeno z lásky a matka nevěsty poznamenala, že manželé jsou tak zamilovaní, že "nemohli zůstat sami v zařízeném pokoji". Axel jako jediný ze synů svých rodičů uzavřel rovnocenné manželství. Manželé spolu měli dva syny:
- 1. Jiří Valdemar Dánský (16. 4. 1920 Gentofte – 29. 9. 1986 Kodaň)
  - ⚭ 1950 Anna Bowes-Lyon (4. 12. 1917 Washington – 26. 9. 1980 Londýn)
- 2. Flemming Valdemar z Rosenborgu (9. 3. 1922 Stockholm – 19. 6. 2002 Antibes), hrabě z Rosenborgu, námořní velitel v dánském námořnictvu
  - ⚭ 1949 Alice Ruth Nielsenová (8. 10. 1924 Kodaň – 25. 7. 2010)

### Bernstorff
Pár dostal jako svatební dar vilu Bernstorffshøj u paláce Bernstorff v Gentofte, a ihned se do ní nastěhoval. Panství Bernstorff, které zdědil v roce 1906 po otci, králi Kristiánovi IX., bylo sídlem prince Valdemara a jeho rodiny. V Bernstorffshøj se v roce 1920 narodil první syn Axela a Markéty, princ Jiří Valdemar. V roce 1922 princ po kolapsu banky Landmandsbanken ztratil většinu svých peněz. V červnu 1936 byl původní dům z 19. století vážně poškozen požárem, který způsobila služebná, která nechala elektrickou žehličku zapojenou do zásuvky. Po nehodě jej nechal princ Axel přestavět. Jako hlavního architekta vybral Helwega Møllera. Møllerovo logo, hvězda, se objevuje na klikách dveří a dalších místech v domácnosti. Princ Axel byl námořním důstojníkem a dům byl navržen tak, aby evokoval pobyt na lodi, s mostem umístěným na horní terase a kompasem zasazeným do mramoru v přední hale. Po smrti prince Valdemara v roce 1939 přešlo právo užívat celé panství Bernstorff na prince Axela, ale rozhodl se zůstat ve skromnějším Bernstorffshøj. Od té doby, co přestal palác využívat jej využívala Dánská agentura pro mimořádné události jako akademie pro poddůstojníky. Princ však požádal vládu, aby povolila jemu a jeho rodinu být pohřbeni na půdě paláce.
Během německé okupace během druhé světové války byla vila Bernstorffshøj místem setkání členů dánského hnutí odporu a sousední Brødrehøj byl využíván jako arsenál pro hnutí. To vedlo k tomu, že byl princ Axel na chvíli uvězněn v domácím vězení.
Po smrti princezny Markéty v roce 1977 pozemek manželů v Bernstorff koupila v roce 1978 britská vláda a stala se rezidencí britského velvyslance v Dánsku.

### Úmrtí a pohřbení
Princ Axel žil se svou manželkou Markétou ve vile Bernstorffshøj až do své smrti. Zemřel 14. července 1964 v nemocnici Bispebjerg. Jeho manželka zemřela 4. ledna 1977 v Tranemosegårdu u Fakse. Oba byli pohřbeni na půdě paláce Bernstorff.

## Oficiální povinnosti a zájmy
Princ Axel a princezna Markéta doprovázeli dánského korunního prince Frederika a jeho bratra Knuta na jejich cestě po Asii v roce 1930. Princ Axel byl jedním z kmotrů budoucí královny Markéty II. Dánské 14. května 1940 v kostele Holmen v Kodani. Princ Axel a princezna Markéta se svými syny Jiřím a Flammingem byli mezi oficiálními hosty na svatbě princezny Alžběty, budoucí královny Alžběty II., a prince Philipa, vévody z Edinburghu (bývalého prince řeckého a dánského). 4. září 1948 princ Axel reprezentoval dánského krále Frederika IX. na inauguraci královny Juliány Nizozemské. V roce 1953 reprezentoval Axel s manželkou dánského krále na korunovaci britské panovnice Alžběty II. V důsledku dánského aktu o nástupnictví z roku 1953, který omezuje trůn na potomky Kristiána X. a jeho manželky Alexandriny Meklenbursko-Zvěřínské prostřednictvím schválených sňatků, ztratil Axel své místo v nástupnické linii.

### Sport
Princ Axel byl v Dánsku oblíbenou osobou, podílel se na propagaci a rozvoji sportu i podnikání. Byl členem Mezinárodního olympijského výboru pro Dánsko. Na 55. zasedání MOV v Tokiu v roce 1958 princ Axel, člen MOV, který se zasedání zúčastnil, oficiálně navrhl, aby se dílo složené Spyridonem Samarou stalo oficiální olympijskou hymnou. Princ Axel byl prominentním členem MOV a od zasedání ve Svatém Mořici v roce 1948 otevřeně podporoval návrh lorda Porritta omezit věk členů výboru na 70 let. Návrhy nebyly většinou výboru akceptovány, ale nakonec byly v roce 1966 realizovány. Za své zásluhy o olympijské hnutí byl v roce 1963 jednomyslně vyznamenán Olympijským řádem za zásluhy. Od svého zvolení členem MOV v roce 1932 princ Axel kvůli svým povinnostem nacestoval po celém světě přes 160 000 kilometrů. Za 31 let své aktivní služby ve výboru vynechal princ pouze jedno zasedání. V roce 1963 byl princ Axel nominován, aby se stal prvním čestným členem MOV.
Prince Axel byl průkopníkem motoristického sportu v Dánsku a v letech 1920 až 1938 prezidentem Královského dánského automobilového klubu. Princ byl držitelem dánské pilotní licence číslo 10, získané v roce 1912.

### Podnikání
Prince Axel byl členem představenstva a nějakou dobu předsedou představenstva SAS, Scandinavian Airlines System. V roce 1937 se stal nástupcem Hanse Nielse Andersena, zakladatele East Asiatic Company, na pozici jejího předsedy představenstva a jednatele. Princ přestal řídit společnost v roce 1953, ale pozici předsedy si udržel až do své smrti v roce 1964. V roce 1948, během své návštěvy v australském Melbourne jako člen MOV a jednatel organizačního výboru Letních olympijských her v roce 1956, diskutoval také jako člen správní rady společnosti široce možné rozšíření leteckého podnikání SAS v Austrálii.

## Vývod z předků
|             |                                                               |  |              |                                          |  |  |  |  |  |  |  | Fridrich Karel Ludvík Šlesvicko-Holštýnsko-Sonderbursko-Beckský |
|             |                                                               |  |              |                                          |  |  |  |  |  |  |  |                                                                 |
|             | Fridrich Vilém Šlesvicko-Holštýnsko-Sonderbursko-Glücksburský |  |              |                                          |  |  |  |  |  |  |  |                                                                 |
|             |                                                               |  |              |                                          |  |  |  |  |  |  |  |                                                                 |
|             |                                                               |  |              | Frederika Schliebenská                   |  |  |  |  |  |  |  |                                                                 |
|             |                                                               |  |              |                                          |  |  |  |  |  |  |  |                                                                 |
|             | Kristián IX. Dánský                                           |  |              |                                          |  |  |  |  |  |  |  |                                                                 |
|             |                                                               |  |              |                                          |  |  |  |  |  |  |  |                                                                 |
|             |                                                               |  |              | Karel Hesensko-Kasselský                 |  |  |  |  |  |  |  |                                                                 |
|             |                                                               |  |              |                                          |  |  |  |  |  |  |  |                                                                 |
|             | Luisa Karolina Hesensko-Kasselská                             |  |              |                                          |  |  |  |  |  |  |  |                                                                 |
|             |                                                               |  |              |                                          |  |  |  |  |  |  |  |                                                                 |
|             |                                                               |  |              | Luisa Dánská a Norská                    |  |  |  |  |  |  |  |                                                                 |
|             |                                                               |  |              |                                          |  |  |  |  |  |  |  |                                                                 |
|             | Valdemar Dánský                                               |  |              |                                          |  |  |  |  |  |  |  |                                                                 |
|             |                                                               |  |              |                                          |  |  |  |  |  |  |  |                                                                 |
|             |                                                               |  |              | Fridrich Hesensko-Kasselský              |  |  |  |  |  |  |  |                                                                 |
|             |                                                               |  |              |                                          |  |  |  |  |  |  |  |                                                                 |
|             | Vilém Hesensko-Kasselský                                      |  |              |                                          |  |  |  |  |  |  |  |                                                                 |
|             |                                                               |  |              |                                          |  |  |  |  |  |  |  |                                                                 |
|             |                                                               |  |              | Karolina Nasavsko-Usingenská             |  |  |  |  |  |  |  |                                                                 |
|             |                                                               |  |              |                                          |  |  |  |  |  |  |  |                                                                 |
|             | Luisa Hesensko-Kasselská                                      |  |              |                                          |  |  |  |  |  |  |  |                                                                 |
|             |                                                               |  |              |                                          |  |  |  |  |  |  |  |                                                                 |
|             |                                                               |  |              | Frederik Dánský                          |  |  |  |  |  |  |  |                                                                 |
|             |                                                               |  |              |                                          |  |  |  |  |  |  |  |                                                                 |
|             | Luisa Šarlota Dánská                                          |  |              |                                          |  |  |  |  |  |  |  |                                                                 |
|             |                                                               |  |              |                                          |  |  |  |  |  |  |  |                                                                 |
|             |                                                               |  |              | Žofie Frederika Meklenbursko-Zvěřínská   |  |  |  |  |  |  |  |                                                                 |
|             |                                                               |  |              |                                          |  |  |  |  |  |  |  |                                                                 |
| Axel Dánský |                                                               |  |              |                                          |  |  |  |  |  |  |  |                                                                 |
|             |                                                               |  |              |                                          |  |  |  |  |  |  |  |                                                                 |
|             |                                                               |  | Ludvík Filip |                                          |  |  |  |  |  |  |  |                                                                 |
|             |                                                               |  |              |                                          |  |  |  |  |  |  |  |                                                                 |
|             | Ferdinand Filip Orleánský                                     |  |              |                                          |  |  |  |  |  |  |  |                                                                 |
|             |                                                               |  |              |                                          |  |  |  |  |  |  |  |                                                                 |
|             |                                                               |  |              | Marie Amálie Neapolsko-Sicilská          |  |  |  |  |  |  |  |                                                                 |
|             |                                                               |  |              |                                          |  |  |  |  |  |  |  |                                                                 |
|             | Robert Bourbonsko-Orleánský                                   |  |              |                                          |  |  |  |  |  |  |  |                                                                 |
|             |                                                               |  |              |                                          |  |  |  |  |  |  |  |                                                                 |
|             |                                                               |  |              | Fridrich Ludvík Meklenbursko-Zvěřínský   |  |  |  |  |  |  |  |                                                                 |
|             |                                                               |  |              |                                          |  |  |  |  |  |  |  |                                                                 |
|             | Helena Meklenbursko-Schwerinská                               |  |              |                                          |  |  |  |  |  |  |  |                                                                 |
|             |                                                               |  |              |                                          |  |  |  |  |  |  |  |                                                                 |
|             |                                                               |  |              | Karolína Luisa Sasko-Výmarsko-Eisenašská |  |  |  |  |  |  |  |                                                                 |
|             |                                                               |  |              |                                          |  |  |  |  |  |  |  |                                                                 |
|             | Marie Orleánská                                               |  |              |                                          |  |  |  |  |  |  |  |                                                                 |
|             |                                                               |  |              |                                          |  |  |  |  |  |  |  |                                                                 |
|             |                                                               |  |              | Ludvík Filip                             |  |  |  |  |  |  |  |                                                                 |
|             |                                                               |  |              |                                          |  |  |  |  |  |  |  |                                                                 |
|             | František Ferdinand Orleánský                                 |  |              |                                          |  |  |  |  |  |  |  |                                                                 |
|             |                                                               |  |              |                                          |  |  |  |  |  |  |  |                                                                 |
|             |                                                               |  |              | Marie Amálie Neapolsko-Sicilská          |  |  |  |  |  |  |  |                                                                 |
|             |                                                               |  |              |                                          |  |  |  |  |  |  |  |                                                                 |
|             | Františka Orleánská                                           |  |              |                                          |  |  |  |  |  |  |  |                                                                 |
|             |                                                               |  |              |                                          |  |  |  |  |  |  |  |                                                                 |
|             |                                                               |  |              | Petr I. Brazilský                        |  |  |  |  |  |  |  |                                                                 |
|             |                                                               |  |              |                                          |  |  |  |  |  |  |  |                                                                 |
|             | Františka Karolína Portugalská                                |  |              |                                          |  |  |  |  |  |  |  |                                                                 |
|             |                                                               |  |              |                                          |  |  |  |  |  |  |  |                                                                 |
|             |                                                               |  |              | Marie Leopoldina Habsbursko-Lotrinská    |  |  |  |  |  |  |  |                                                                 |
|             |                                                               |  |              |                                          |  |  |  |  |  |  |  |                                                                 |